# Kim Yong-chol
Đây là một tên người Triều Tiên, họ là Kim.
Kim Yong-chol (tiếng Triều Tiên: 김영철; sinh năm 1945) là một tướng lĩnh quân đội, chính trị gia người Cộng hòa Dân chủ Nhân dân Triều Tiên hiện trên cương vị là Phó chủ tịch của Đảng Lao động Triều Tiên và Trưởng ban Công tác Mặt trận Thống nhất Triều Tiên. Từ tháng 2 năm 2009 đến tháng 1 năm 2016, ông từng là Tổng cục trưởng của Tổng cục Trinh sát (RGB), cơ quan tình báo đầu não của đất nước.

## Sự nghiệp
Năm 1962, ông phục vụ trong Sư đoàn 15, một lực lượng cảnh vệ tại Khu phi quân sự Triều Tiên. Năm 1968, ông được bổ nhiệm làm sĩ quan liên lạc cho Bộ Tư lệnh Liên hợp quốc. Năm 1976, ông được bổ nhiệm làm tư lệnh Bộ Tư lệnh Bảo vệ Tối cao. Năm 1990, ông được thăng quân hàm Thiếu tướng và trở thành Thứ trưởng Bộ Lực lượng Vũ trang Nhân dân và Cục trưởng của Cục Trinh sát. Năm 1998, ông được bầu làm đại biểu của Hội đồng Nhân dân Tối cao khóa 10 và khóa 11 năm 2003.
Năm 2009, ông được bổ nhiệm làm Tổng cục trưởng của Tổng cục Trinh sát và Phó Tổng tham mưu trưởng Bộ Tổng tham mưu Quân đội nhân dân Triều Tiên. Ông cũng được bầu là đại biểu của Hội đồng Nhân dân Tối cao khóa 12. Năm 2010, ông được thăng chức Thượng tướng và được bầu vào Ủy ban quân sự Trung ương Đảng lao động Triều Tiên và Ủy ban Trung ương Đảng Lao động Triều Tiên khóa 6. Ông từng là thành viên trong ban tang lễ của Jo Myong Rok và Kim Jong-il.
Năm 2012, ông thăng quân hàm Đại tướng. Năm 2014, ông tiếp tục được bầu làm đại biểu của Hội đồng Nhân dân Tối cao khóa 13, thành viên của ủy ban tang lễ Jon Pyong-ho.
Tháng 5 năm 2016, ông được bầu vào Ủy ban Trung ương Đảng Lao động Triều Tiên khóa 7, sau đó là Ủy viên Bộ Chính trị, ủy viên của Ủy ban quân sự Trung ương Đảng lao động Triều Tiên và Phó chủ tịch Đảng lao động Triều Tiên. Ông là Trưởng ban Công tác Mặt trận Thống Nhất và là thành viên của Uy ban tang lễ của Kang Sok-ju, Ryu Mi-yong và được bầu vào Đoàn Chủ tịch Hội đồng Nhân dân Tối cao.